# Takanohana Kenshi
Takanohana Kenshi (貴ノ花 健士), né Hanada Mitsuru le 19 février 1950 et décédé le 30 mai 2005, était un sumotori japonais.
Cet ōzeki est le père de Wakanohana Masaru et de Takanohana Kōji, grands champions de sumo, ou yokozuna.